# Aéroport Thomas P. Stafford
L'aéroport Thomas P. Stafford (en anglais : Thomas P. Stafford Airport) est un aéroport desservant la ville de Weatherford dans l'Oklahoma, aux États-Unis.
Il est nommé d'après le militaire et astronaute Thomas Stafford.